# Barbarochthon brunneum
Barbarochthon brunneum (лат.) — вид ручейников подотряда Integripalpia. Единственный представитель рода Barbarochthon и семейства Barbarochthonidae. Эндемик Южной Африки.

## Описание
Южная Африка (западная и южная части провинции Кейп). Имаго мелкие тёмно-коричневые с кремовой окраской пронотума. Личинки питаются растительным детритом, обнаруживаются в прибрежной растительности, включая камыш (Scirpus). Личинки делают подводные искривлённые тонкие домики из затемнённого шелка, в конечной части которого используются песчинки.

## Систематика
Семейство включает единственный вид, который первоначально был описан в составе семейства Sericostomatidae. Но в 1985 году Скотт (Scott, 1985) выделил этот вид в отдельную группу, Barbarochthonidae.
- Род Barbarochthon Barnard, 1934.
  - Вид Barbarochthon brunneum Barnard, 1934